# 頓巴斯戰役 (1919年)
頓巴斯戰役是俄国内战中（1919年1月到5月）的一场军事行动，白军击退了红军对頓河州的进攻，并在激烈战斗后占领了顿巴斯地区。